# ليه هاو (لاعب كرة قاعدة)
ليه هاو (بالإنجليزية: Les Howe) هو لاعب كرة قاعدة أمريكي، ولد في 24 أغسطس 1895، وتوفي في 16 يوليو 1976.